# Білий Бір (Підкарпатське воєводство)
Білий Бір (пол. Biały Bór) — село в Польщі, у гміні Пшецлав Мелецького повіту Підкарпатського воєводства.
Населення — 924 особи (2011).
У 1975-1998 роках село належало до Ряшівського воєводства.

## Демографія
Демографічна структура станом на 31 березня 2011 року:
|          | Загалом | Допрацездатний вік | Працездатний вік | Постпрацездатний вік |
| -------- | ------- | ------------------ | ---------------- | -------------------- |
| Чоловіки | 464     | 111                | 307              | 46                   |
| Жінки    | 460     | 116                | 257              | 87                   |
| Разом    | 924     | 227                | 564              | 133                  |